# Duvfåglar
Duvfåglar (Columbiformes) är en ordning av fåglar som idag består enbart av familjen duvor. 

## Systematik
Duvfåglarna utgör en väl avgränsad ordning vars olika släkten uppvisar stora likheter. Exempelvis har alla arter en kort rak näbb, med något nedåtböjd spets och en näbbrot som är täckt av mjuk vaxhud. Deras kraftiga fötter är anpassade till att befinna sig på marken. När deras ungar kläcks är de nakna och matas först med så kallad krävmjölk. 
Till skillnad från merparten av alla världens fågelarter kan duvorna dricka genom att suga upp vatten utan att behöva böja bak huvudet för att svälja.
Det finns över 300 arter och ordningen förekommer på alla kontinenter, förutom i polartrakterna. Deras utbredning är främst centrerad till tropikerna. För att se lista på släkten inom familjen, se Duvor: Släkten inom familjen.
Tidigare ansågs de utdöda drontfåglarna (Raphidae) utgöra en egen familj, men dessa är nära besläktade med vissa duvarter och placeras idag inom familjen duvor. Flyghönsen (Pteroclidae) behandlades tidigare som en del av ordningen, mest beroende på deras sätt att dricka. Men nyare studier har visat att flyghönsen inte dricker med en liknande teknik och har istället föreslagits vara närmare besläktade med vadarfåglarna. DNA-studier visar dock att de trots allt är besläktade med duvfåglarna, dock relativt avlägset varför de numera placeras i en egen ordning (Pterocliformes). Även de på Madagaskar förekommande mesitfåglarna som tidigare behandlats som en del av tran- och rallfåglar och hönsfåglar tillhör denna grupp.